# Naphtali Zwi Juda Berlin

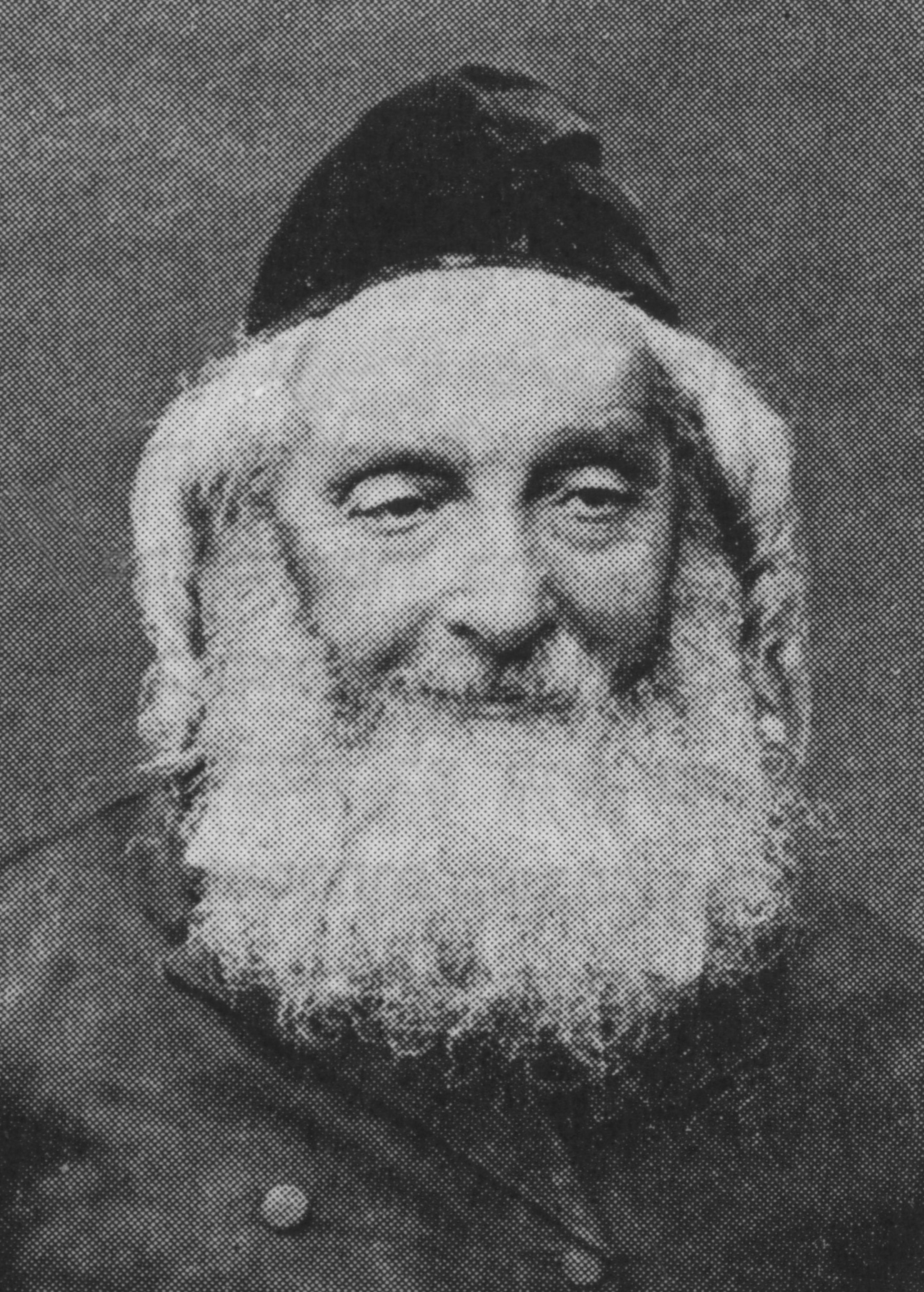
Naphtali Zwi Juda Berlin

Naphtali Zwi Juda Berlin (hebräisch נפתלי צבי יהודה ברלין, Akronym הַנְּצִי"ב, transliteriert NeZIV; geboren am 20. November 1816 in Mir, heute Belarus; gestorben am 10. August 1893 in Warschau) war ein russischer Rabbiner, Halachist sowie Talmud- und Torakommentator.

## Leben
Berlin wurde 1816 in Mir im heutigen Zentralweißrussland geboren. Er war von 1854 bis zu deren Schließung im Jahr 1892 Rosch-Jeschiwa der Jeschiwa von Waloschyn, Possek und ein wichtiger Vorkämpfer der Chovevei-Zion-Bewegung, die dem politischen Zionismus unmittelbar vorausging.
Seine Söhne waren die Rabbiner Chaim Berlin und Meir Bar-Ilan (der spätere Misrachi-Führer).
Berlin verstarb 1893 im Alter von 74 Jahren in Warschau.

## Ehrung
Ihm zu Ehren wurde ein 1946 vier Kilometer südlich Beith Sche'ans gegründeter Kibbuz ʿEin ha-NeZIV (hebräisch עֵין הַנְּצִי"ב; übersetzt etwa: Quell des NeZIV) genannt.